# Mari Strachan
Mari Strachan (geboren 1945 in Harlech) ist eine walisische Schriftstellerin.

## Leben
Mari Strachan stammt aus einfachen Verhältnissen, ihr Vater war Maurer, ihre Mutter Zugehfrau, die Familiensprache war Walisisch. Sie besuchte die Ysgol Ardudwy-Schule in Harlech und studierte Englisch und Geschichte an der Cardiff University. Sie absolvierte eine Ausbildung zur Bibliothekarin und arbeitete in dem Beruf bis zu ihrer Rente unter anderem am Coleg Harlech.
Sie besuchte von 2002 bis 2007 nebenher ein Seminar für literarisches Schreiben an der Manchester Metropolitan University. Im Alter von 61 Jahren veröffentlichte sie ihren ersten Roman. Sie lebt mit ihrem Mann in Wales in Ceredigion und zeitweise auf einem Hausboot in London.

## Werke
- The Earth Hums in B Flat. Canongate, 2007
  - Die Welt summt in b-Moll. Übersetzung Eva Kemper. Köln: Dumont, 2009
  - auch als: Nachts singt die Welt. Roman. München: Diana, 2011
- Blow on a Dead Man’s Embers. Canongate, 2011
  - Ein Hauch von Leben. Übersetzung Eberhard Kreutzer, Anke Kreutzer. Köln: Dumont, 2012